# Dukla Praga
Dukla Praga – pierwotnie czechosłowacki następnie czeski klub sportowy z siedzibą w Pradze, założony 1 października 1948. 11-krotny mistrz Czechosłowacji i 9-krotny zdobywca pucharu Czechosłowacji, w sezonie 1966/67 półfinalista PEMK, a w sezonie 1986/87 półfinalista PEZP. Rozwiązany w 1996 roku.

## Osiągnięcia
- Mistrzostwo Czechosłowacji (10): 1956, 1958, 1961, 1962, 1963, 1964, 1966, 1977, 1979, 1982
- Puchar Czechosłowacji (9): 1952, 1961, 1965, 1966, 1969, 1981, 1983, 1985, 1990

## Historia

### Początki
Klub został założony przez armię czeską 1 października 1948 pod nazwą ATK (Armádní tělovýchovný klub – Wojskowy Klub Wychowania Fizycznego). Drużyna natychmiast otrzymała szansę awansu do I ligi w meczu przeciwko MZK Pardubice. W swoim pierwszym ligowym sezonie ATK przegrał z przyszłym mistrzem Slavią Praga 2:8, jednak ostatecznie w 14-zespołowej lidze uplasował się na 8. miejscu. Wojskowy klub ściągał do siebie innych zawodników z sąsiednich drużyn stołecznych, istotnie je osłabiając. Z tego powodu, sztucznie stworzona Dukla nigdy nie była zbyt popularnym klubem w Pradze. Piłkarsko często była najlepsza, popularnością była dopiero piąta w stolicy za Spartą, Slavią, Bohemians i Victorią Žižkov. Oliwy do ognia dolewał fakt, że inne tradycyjne kluby – głównie Slavia i Victoria, były niszczone, a Dukla była pupilkiem władz.
W 1952 r. ATK zdobył puchar Czechosłowacji pokonując w finale klub Škoda Hradec Králové 4:3. W 1953 r. klub zmienił nazwę na ÚDA (Ústřední dům armády). Sezon ten był dla klubu niezwykle udany – klub na 13 meczów w lidze przegrał tylko jeden (grano systemem każdy z każdym po jednym meczu) i pierwszy raz został mistrzem Czechosłowacji. W okresie tym najwybitniejszymi graczami klubu byli: Ota Hemele, Václav Pavlis, Karol Dobay, Ladislav Přáda, Ladislav Novák, Rudolf Kučera i inni.

### Lata 50. i 60.
W końcu w 1956 r. klub otrzymał nazwę Dukla Praga na pamiątkę bitwy o Przełęcz Dukielską podczas II wojny światowej. Jeszcze w tym samym roku drużyna zdobyła mistrzostwo Czechosłowacji z przewagą 5 punktów nad Slovanem Bratysława. W bezpośrednim spotkaniu Dukla rozgromiła 9:0 trzeciego w końcowej tabeli Spartaka Praga Sokolovo.
Kolejny tytuł mistrza Czechosłowacji zdobyty został w sezonie 1957/58. Drugi w tabeli klub Spartak Praha Sokolovo miał jedynie gorszą różnicę bramową. W swoim debiucie w Pucharze Mistrzów Dukla do 1/8 finału awansowała bez gry. Tu jednak skończyło się szczęście, gdyż los przydzielił mistrzom Czechosłowacji arcytrudnego rywala – Manchester United. Na Old Trafford 20 listopada 1957 zespół z Pragi przegrał zdecydowanie 0:3. Rozegrany 4 grudnia rewanż w Pradze zakończył się zwycięstwem Dukli 1:0. Awansowali Anglicy, a dla drużyny czechosłowackiej jedynym pocieszeniem był fakt pokonania renomowanego rywala oraz radość z pierwszego zwycięstwa w Pucharze Mistrzów. Pierwszego gola w europejskich pucharach zdobył dla Dukli Milan Dvořák (w 17 minucie meczu). Później klub spisywał się w lidze bardzo dobrze, regularnie plasując się w pierwszej trójce.
Pierwsze tytuły drużyna zdobyła, gdy zespołem kierował trener Karel Kolský. W 1961 r. pieczę nad zespołem przejął Jaroslav Vejvoda i jeszcze w tym samym roku Dukla zdobyła mistrzostwo wyprzedzając 4 punktami drugi w tabeli ČH Bratislava. Ponadto klub dotarł do finału pucharu Czechosłowacji, gdzie pokonał 3:0 Dynamo Žilina i zdobył pierwszą w swych dziejach podwójną koronę. Mistrzostwo w 1961 r. było początkiem mistrzowskiej serii, w której w latach 1961-1964 klub zdobył tytuł mistrza cztery razy z rzędu.
Kluczowy gracz środka pola Dukli, Josef Masopust, wybrany został w Europie piłkarzem roku 1962 po zdobyciu przez reprezentację Czechosłowacji wicemistrzostwa świata w Chile.
W PEMK Dukla w 1962 r. dotarła do ćwierćfinału, gdzie uległa Tottenhamowi Hotspur (1:0 u siebie i 1:4 w Londynie). W 1963 r. piłkarze Dukli drugi raz z rzędu dotarli do ćwierćfinału, przegrywając tym razem z Benfiką (po porażce 1:2 w Lizbonie 0:0 u siebie). W 1964 r. w walce o ćwierćfinał Dukla pokonała szykującego się do wielkiej międzynarodowej kariery Górnika Zabrze (po porażce 0:2 w Zabrzu Prażanie wygrali u siebie 4:1). W ćwierćfinale Dukla niespodziewanie wysoko (0:4) uległa u siebie Borussii Dortmund. Odniesione zwycięstwo 3:1 w Dortmundzie zatarło fatalne wrażenie z pierwszego meczu, jednak nie wystarczyło do awansu.
O sile Dukli w tamtych czasach może świadczyć fakt, że rezerwy klubu wygrały II ligę czechosłowacką w 1965 r. uzyskując prawo awansu do I ligi. Nie doszło do tego, gdyż według regulaminu rezerwy i pierwsza drużyna danego klubu nie mogły grać w tej samej lidze.
Dukla wygrała swoje ostatnie mistrzostwo w latach 60. w 1966 r. z bilansem: 13 zwycięstw, 7 remisów i 6 porażek, wyprzedzając w tabeli Spartę Praga. W drugiej połowie lat 60. klub trzykrotnie zdobył Puchar Czechosłowacji – w 1965, 1966 i 1969 r. Dukla potwierdziła swoją klasę w Pucharze Mistrzów, awansując aż do półfinału i eliminując po drodze Esbjerg fB, RSC Anderlecht i AFC Ajax. Piłkarzy z Pragi powstrzymał dopiero mistrz Szkocji i późniejszy zwycięzca rozgrywek Celtic Glasgow (3:1, 0:0).
Czołowymi graczami Dukli byli w tym okresie: Ladislav Novák, Svatopluk Pluskal, Josef Masopust, Pavel Kouba, Jaroslav Borovička, František Šafránek i Václav Samek.

### Puchar Amerykański
W 1961 r. Dukla została zaproszona do Nowego Jorku by wziąć udział w 2. edycji International Soccer League (w Czechosłowacji zwany Americký pohár). Dukla całe lato spędziła w Stanach Zjednoczonych, grając mecze i w międzyczasie trenując w słynnym Central Parku.
Drużyna rozegrała siedem meczów uzyskując następujące wyniki:
- Dukla – Crvena Zvezda Belgrad 4:2
- Dukla – Hapoel Petach Tikwa 7:1
- Dukla – Rapid Wiedeń 6:0
- Dukla – Concordia Montreal 2:2
- Dukla – AS Monaco 2:0
- Dukla – Espanyol Barcelona 5:1
- Dukla – Shamrock Rovers 4:3 (w rezerwowym składzie)

Najsilniejszą formacją drużyny był środek pola, gdzie grali Svatopluk Pluskal i Josef Masopust. Królem strzelców turnieju, a także najbardziej popularnym graczem wśród widzów Nowego Jorku, został Rudolf Kučera. Podstawowy skład klubu kierowanego przez trenera Vejvodę prezentował się następująco: Kouba – Šafránek, Čadek, Novák – Pluskal, Masopust – Brumovský, Vacenovský, Borovička, Kučera, Jelínek.
Finał to były dwa mecze z Evertonem. Po nerwowym początku, gdy Everton zmarnował przyznany mu rzut karny (który obronił Pavel Kouba) Dukla przejęła kontrolę przewyższając rywali wyszkoleniem technicznym i umiejętnością gry kombinacyjnej, doprowadzając do stanu 5:0. Ostatecznie mecz zakończył się zwycięstwem Dukli 7:2. Także w rewanżu Dukla pokonała Everton – tym razem 2:0. Łącznie klub rozegrał w turnieju 9 meczów, z których 8 wygrał i 1 zremisował, zdobywając aż 39 bramek i tracąc 11.
Supremacja Dukli była tak bezdyskusyjna, że organizatorzy zdecydowali się utworzyć tzw. American Challenge Cup jako finałowy mecz następnej edycji International Soccer League, w których Dukla zaproszona została, by zagrać ze zwycięzcami fazy grupowej. Dukla wygrała trzy edycje American Challenge Cup z rzędu. W 1962 r. pokonała brazylijski America Rio de Janeiro (1:1 i 2:1), w 1963 r. West Ham United (1:0 i 1:1), a w 1964 r. Zagłębie Sosnowiec (3:1 i 1:1). Jedynie w 1965 r. Dukla uległa Polonii Bytom (0:2 i 1:1).
Łącznie Dukla w International Soccer League i American Challenge Cup rozegrała 16 meczów, z których wygrała 11, zremisowała 4 i 1 raz przegrała osiągając bilans bramkowy 49:19.

### Sukcesy pucharowe w latach 70. i na początku lat 80.
Nie licząc 11. miejsca w 1971 r. (najgorsze miejsce Dukli od założenia klubu do sezonu 1992/93) zespół grał w czołówce mistrzostw ponownie kończąc na podium. Pomimo słabszej postawy w 1975 r. (9. miejsce), dwa lata później Dukla zdobyła mistrzostwo wyprzedzając drugi w tabeli Inter Bratysława o 4 punkty. W tych latach Dukla mogła polegać na dwóch czołowych strzelcach, którymi byli Ladislav Vízek i Zdeněk Nehoda. Pomogli oni również Dukli zdobyć mistrzostwo Czechosłowacji w 1979 r.
Gdy w 1976 r. Czechosłowacja zdobyła mistrzostwo Europy, kluczowymi graczami zwycięskiego zespołu (opartego głównie na wicemistrzu Czechosłowacji Slovanie Bratysława) byli grający w Dukli bramkarz Ivo Viktor oraz Nehoda.
W latach 1969–1977 Dukla czterokrotnie grała w europejskich pucharach, odnosząc jedynie 4 zwycięstwa i dwukrotnie remisując. W 1979 r. ekipa znakomicie spisała się w Pucharze UEFA. W pierwszych dwóch rundach wyeliminowała Lanerossi Vicenza (bez króla strzelców ligi włoskiej Paolo Rossiego) i Everton. Na własnym boisku rozgromiła VfB Stuttgart (samobójczy gol Dietera Hoeneßa oraz bramki Vizka, Pelca i Gajdůška). Porażka w Stuttgarcie 1:4 nie przeszkodziła w awansie do ćwierćfinału. Przeciwnikiem była Hertha BSC – po wyjazdowym remisie 1:1 Dukla przegrała u siebie 1:2 i nie awansowała do półfinału. W następnych latach Dukla co roku brała udział w europejskich rozgrywkach, choć już bez takich sukcesów.
W 1982 r. Dukla zajęła pierwsze miejsce w lidze, a Vizek z 15 golami został królem strzelców. Rok wcześniej, w 1981 r. Dukla wygrała Puchar Czech i awansowała do finału Pucharu Czechosłowacji, gdzie rozgromiła Duklę Bańska Bystrzyca 4:1 (dwie bramki Nehody i Vizka w drugiej połowie). Dukla rozpoczęła w ten sposób serię 6 kolejnych występów w finale Pucharu Czech. W okresie 1981–1985 trzy razy zdobyła Puchar Czechosłowacji.
Jako zdobywca narodowego pucharu Dukla zakwalifikowała się do Pucharu Zdobywców Pucharów sezonu 1985/86. Po pokonaniu cypryjskiego klubu AEL Limassol, szwedzkiego AIK Fotboll i słynnej Benfiki Dukla dotarła do półfinału, gdzie nie dała rady kijowskiemu Dynamo z Ołehiem Błochinem, który, jak się potem okazało, zdobył puchar. W następnym roku Dukla w Pucharze UEFA wyeliminowała Bayer 04 Leverkusen by następnie odpaść w pojedynkach z Interem Mediolan. W kolejnym sezonie (1987/88) Puchar UEFA zdobył Bayer Leverkusen.
Zarówno krajowa, jak i międzynarodowa pozycja Dukli w końcu lat 80. była nieco słabsza, jednak czołowy napastnik klubu Milan Luhový dwukrotnie został królem strzelców ligi – w 1988 i 1989 r.
Najsłynniejszymi graczami Dukli tego okresu byli: Ivo Viktor, Ladislav Vízek, Zdeněk Nehoda, František Štambachr, Stanislav Pelc, Miroslav Gajdůšek, Luděk Macela, Karel Stromšík, Jan Fiala i Milan Luhový.

### Kryzys lat 90.
Jeszcze w 1990 r., po aksamitnej rewolucji, która obniżyła znaczenie armii, Dukla wygrała Puchar Czechosłowacji rozstrzygając trzy z ostatnich czterech spotkań rzutami karnymi. W następnym roku wyeliminowana została z Pucharu Zdobywców Pucharów w II rundzie przez Dynamo Kijów. Od początku lat 90. nastały dla klubu ciężkie czasy. Główni rywale, jak Sparta Praga, bez trudu znajdowali bogatych sponsorów. Dukla natomiast z powodu swej komunistycznej przeszłości miała z tym bardzo duże problemy. Klub pozostał w pierwszej lidze po rozwiązaniu Czechosłowacji. W sezonie 1993/94 Dukla wygrała tylko jeden mecz i z przyczyn finansowych spadła od razu aż do III ligi. Był to pierwszy spadek Dukli z I ligi w historii klubu. Najlepszymi graczami Dukli w tym okresie byli m.in.: Pavel Nedvěd, Karel Rada i Günter Bittengel.

### Fuzja z FC Portal Przybram
Pochodzący ze Słowacji czeski przedsiębiorca Bohumil Ďuričko postanowił pomóc potężnemu niegdyś klubowi. Pierwszą jego decyzją był zakup w 1996 r. klubu FC Portal Przybram, który grał w tym czasie w II lidze czeskiej. Dzięki fuzji Dukla Praga zajęła miejsce klubu FC Portal Przybram w II lidze. Po roku Dukla wygrała drugą ligę i wróciła do I ligi. Jeszcze jako drugoligowiec dotarła do finału Pucharu Czech, gdzie uległa po dogrywce (zasada tzw. "złotej bramki") Slavii Praga. Zarząd klubu nie potrafił dojść do porozumienia z armią, która była właścicielem klubowego stadionu Na Julisce, w konsekwencji czego klub przeniesiony został do miasta Przybram, zmieniając przy tym nazwę na FC Dukla, potem na Dukla Przybram i FK Marila Przybram. W tym okresie najlepszymi graczami byli: Václav Koloušek, Antonín Kinský oraz weteran mistrzostw świata 1990 Ivo Knoflíček.

### Zmiany nazwy klubu
- 1948 – ATK Praga
- 1953 – ÚDA Praga
- 1956 – VTJ Dukla Praga
- 1976 – ASVS Dukla Praga
- 1991 – FC Dukla Praga
- 1994 – FK Dukla Praga
- 1996 – fuzja z FC Przybram – nowa nazwa FC Dukla Praga – później FK Marila Przybram